# Sundanesisk skrift
Sundanesisk skrift (ᮃᮊ᮪ᮞᮛ ᮞᮥᮔ᮪ᮓ aksara sunda) är ett skriftsystem som används för att skriva sundanesiska, ett austronesiskt språk som talas av cirka 27 miljoner människor på den västra delen av ön Java i Indonesien. Språket skrivs dock för det mesta med det latinska alfabetet.

## Historia
Skriften härstammar från den äldre sundanesiska skriften (aksara sunda kuna) som användes mellan 1300- och 1700-talet. Den standardiserades på 1990-talet.

## Beskrivning
Skriften är en abugida som består av 30 grundbokstäver, varav sju är fristående vokaler och 23 är konsonanter med en medföljande vokal a. Av dessa konsonanter är fem varianter på andra bokstäver och används för att skriva ljud i främmande språk. Ytterligare två används ibland för att skriva de arabiska konsonanterna خ ḫāʾ och ش šin men betraktas för det mesta ej som standardbokstäver.
Diakritiska tecken används för att ändra eller ta bort vokaler samt för vissa stavelsemediala och -finala konsonanter. För interpunktion används latinska skiljetecken. Tal markeras inuti texter med lodstreck på bägge sidor.
Konsonantgrupper kan skrivas på två sätt. Det enkla sättet är att använda pamaéh, det diakritiska tecken som avlägsnar den medföljande vokalen från en konsonant. Det andra sättet, pasangan, används för att undvika att skriva pamaéh i mitten av ord och för att spara plats. Pasangan skrivs genom att den andra konsonanten i gruppen skrivs med en speciell form som ansluts till och avlägsnar den medföljande vokal hos den första. Systemet med pasangan-former används också i den javanesisk skrift.

### Vokaler

Vokaler

| fristående | med ᮊ (k) | latin | IPA |
| ---------- | --------- | ----- | --- |
| ᮃ          | ᮊ         | a     | [ɑ] |
| ᮄ          | ᮊᮤ         | i     | [i] |
| ᮅ          | ᮊᮥ         | u     | [u] |
| ᮆ          | ᮦᮊ         | é     | [ɛ] |
| ᮇ          | ᮊᮧ         | o     | [ɔ] |
| ᮈ          | ᮊᮨ         | e     | [ə] |
| ᮉ          | ᮊᮩ         | eu    | [ɤ] |

### Övriga diakriter
| tecken | latin | tecken | latin | tecken | latin | tecken | latin |
| ------ | ----- | ------ | ----- | ------ | ----- | ------ | ----- |
| ᮊᮀ      | kang  | ᮊᮁ      | kar   | ᮊᮂ      | kah   | ᮊᮡ      | kya   |
| ᮊᮢ      | kra   | ᮊᮣ      | kla   | ᮊ᮪      | k     |        |       |

### Konsonanter

Konsonanter

| tecken | latin | IPA   | tecken | latin | IPA   | tecken | latin | IPA  |
| ------ | ----- | ----- | ------ | ----- | ----- | ------ | ----- | ---- |
| ᮊ      | ka    | [kɑ]  | ᮌ      | ga    | [gɑ]  | ᮍ      | nga   | [ŋɑ] |
| ᮎ      | ca    | [tʃɑ] | ᮏ      | ja    | [dʒɑ] | ᮑ      | nya   | [ɲɑ] |
| ᮒ      | ta    | [tɑ]  | ᮓ      | da    | [dɑ]  | ᮔ      | na    | [nɑ] |
| ᮕ      | pa    | [pɑ]  | ᮘ      | ba    | [bɑ]  | ᮙ      | ma    | [mɑ] |
| ᮚ      | ya    | [jɑ]  | ᮛ      | ra    | [rɑ]  | ᮜ      | la    | [lɑ] |
| ᮝ      | wa    | [wɑ]  | ᮞ      | sa    | [sɑ]  | ᮠ      | ha    | [hɑ] |

#### Konsonanter för främmande ord
| tecken | latin | IPA  | tecken | latin | IPA  | tecken | latin | IPA  | tecken | latin | IPA  | tecken | latin | IPA  |
| ------ | ----- | ---- | ------ | ----- | ---- | ------ | ----- | ---- | ------ | ----- | ---- | ------ | ----- | ---- |
| ᮋ      | qa    | [qɑ] | ᮐ      | za    | [zɑ] | ᮖ      | fa    | [fɑ] | ᮗ      | va    | [vɑ] | ᮟ      | xa    | [xɑ] |

#### Konsonanter för arabiska
| tecken | latin | IPA  | tecken | latin | IPA  |
| ------ | ----- | ---- | ------ | ----- | ---- |
| ᮮ      | kha   | [xɑ] | ᮯ      | sya   | [ʃɑ] |

### Siffror

Siffror

| ᮰ | ᮱ | ᮲ | ᮳ | ᮴ | ᮵ | ᮶ | ᮷ | ᮸ | ᮹ |
| 0 | 1 | 2 | 3 | 4 | 5 | 6 | 7 | 8 | 9 |

## Datoranvändning
Sundanesisk skrift ingår i Unicode-standarden för teckenkodning och har tilldelats kodpunkterna U+1B80–U+1BBF. Framtida versioner av Unicode förväntas stöda resterande tecken från den äldre sundanesiska skriften samt pasangan-former.